# Ogólnoukraińskie Zjednoczenie „Swoboda”

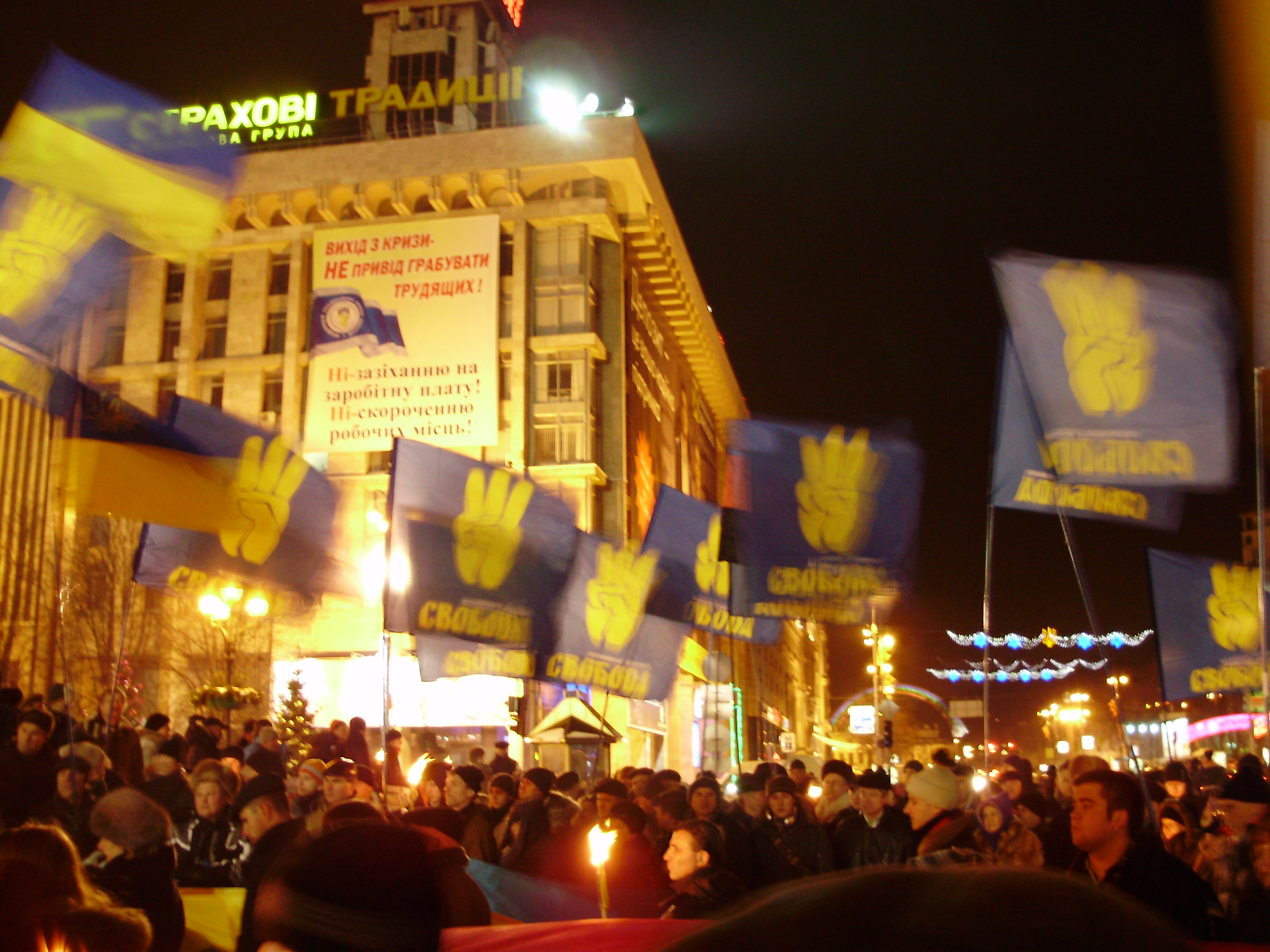
Wiec partyjny „Swobody” na cześć Stepana Bandery

Ogólnoukraińskie Zjednoczenie „Swoboda” (ukr. Всеукраїнське об'єднання «Свобода» trb. Wseukrajinśke objednannia «Swoboda» trl. Vseukraïns′ke obêdnannâ «Svoboda»), pierwotnie pod nazwą Socjal-Narodowa Partia Ukrainy (ukr. Соціал-національна партія України trb. Sociał-nacionalna partija Ukrajiny trl. Socìal-nacìonal′na partìâ Ukraïni) – skrajnie prawicowa ukraińska nacjonalistyczna partia polityczna założona w 1991 roku we Lwowie, zarejestrowana w 1995 roku. Od 2004 roku liderem partii jest Ołeh Tiahnybok.

## Historia
Partia powstała 13 października 1991 roku pod nazwą Socjal-Narodowa Partia Ukrainy. Założyli ją członkowie kół weteranów radzieckiej interwencji w Afganistanie, członkowie organizacji młodzieżowej „Spadszczyna” pod kierownictwem Andrija Parubija, członkowie bractw studenckich ze Lwowa skupieni wokół Ołeha Tiahnyboka, oraz członkowie „Warty Ruchu”, działający pod przywództwem Jarosława Andruszkiwa oraz Jurija Kryworuczki. Oficjalnej rejestracji partii dokonano 16 października 1995 roku. Pierwszym liderem partii został Jarosław Andruszkiw. Partia wydawała gazetę „Socjal-Nacjonalista”. W swoich poglądach i symbolice nawiązywała do neonazizmu, rasizmu i antysemityzmu. Pod nazwą Socjal-Narodowa Partia Ukrainy partia występowała do 14 lutego 2004 roku, kiedy na IX zjeździe zmieniła nazwę na obecną; zmianom uległa wówczas również symbolika partii (zarzucono logo – ideogram IN, od Idea Narodu, trawestacja symbolu Wolfsangel – na rzecz dłoni stylizowanej na trójząb), nastąpiła również zmiana na stanowisku lidera partii – Andruszkiwa zastąpił Ołeh Tiahnybok.

## Ideologia
Partia ma charakter skrajnie prawicowy, nacjonalistyczny i antysemicki. Jej krytycy oskarżają ją o neonazizm, rasizm i ksenofobię.

## Program
Partia opowiada się za:
- zmianą systemu politycznego na prezydencki,
- zmianą nazwy Rady Najwyższej Ukrainy na Ukraińską Radę Narodową oraz skrócenie długości jej kadencji do 3 lat,
- wybieralnością sędziów,
- derusyfikacją kraju,
- protekcjonizmem w gospodarce,
- ustawowym uznaniem weteranów Ukraińskiej Powstańczej Armii za bojowników o niezależność Ukrainy,
- uznaniem wielkiego głodu za ludobójstwo,
- lustracją,
- uniezależnieniem Ukrainy od Rosji w sferze energetyki, współpracą z państwami Bliskiego Wschodu, rozwojem nowych technologii,
- wyprowadzeniem wojsk rosyjskich z Sewastopola (dotyczy sytuacji Sewastopola przed marcem 2014),
- likwidacją autonomii Krymu (dotyczy Republiki Autonomicznej Krymu przed marcem 2014)[8],
- wspieraniem powrotu Ukraińców z emigracji,
- wspieraniem obrony praw ukraińskich pracowników za granicą,
- wzmocnienie ochrony granicy państwowej, stworzeniem systemu kontroli biometrycznej, likwidacją nielegalnej migracji,
- uchwaleniem nowej ustawy o obywatelstwie, między innymi zawierającej przepisy o przyznaniu prawa do obywatelstwa wyłącznie osobom urodzonym w granicach państwa ukraińskiego oraz etnicznym Ukraińcom oraz o pozbawianiu obywatelstwa cudzoziemców-kryminalistów,
- zamianą ustawy „o językach w Ukraińskiej SRR” na proponowaną przez siebie ustawę „o obronie języka ukraińskiego”,
- wprowadzeniem obowiązkowego tłumaczenia synchronicznego/dubbingu wszelkich programów, widowisk, filmów na język ukraiński,
- wprowadzeniem egzaminu ze znajomości języka ukraińskiego dla kandydatów na stanowiska urzędnicze i funkcjonariuszy,
- wyjściem Ukrainy ze Wspólnoty Niepodległych Państw.
- do 2012 r. Swoboda była antyunijna, krytykując tę organizację jako masońską i progejowską[9].

## Udział w wyborach

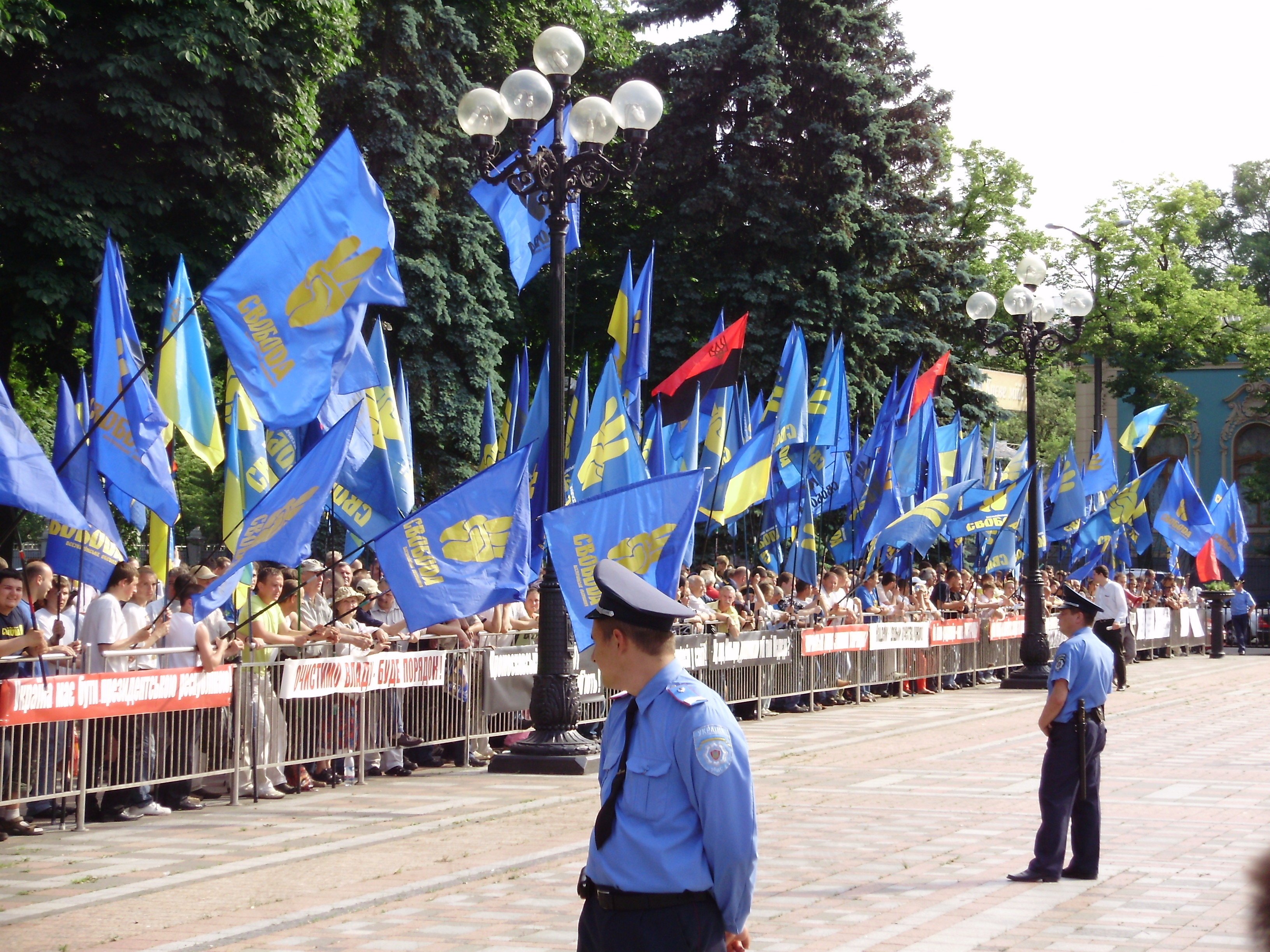
Wiec z żądaniami rozwiązania Rady Najwyższej Ukrainy (Kijów, 2009)

Partia bierze udział w wyborach od 1994 roku.
- W wyborach do Rady Najwyższej w 1998 roku partia startowała w bloku „Mensze sliw”, uzyskała 0,17% głosów i nie weszła do parlamentu. Ołeh Tiahnybok – deputat z obwodu lwowskiego (jeden deputat z partii).
- W wyborach do Rady Najwyższej w 2002 roku partia startowała w bloku „Nasza Ukraina”, uzyskała 1 mandat – deputowanym został Ołeh Tiahnybok.
- W wyborach prezydenckich 2004 roku partia poparła Wiktora Juszczenkę.
- W wyborach do Rady Najwyższej w 2006 roku partia po raz pierwszy startowała samodzielnie. Otrzymała 91 321 głosów (0,36%, 18 miejsce). W czasie wyborów Centralna Komisja Wyborcza Ukrainy wniosła do Prokuratury Generalnej Ukrainy o delegalizację partii, pod zarzutem, że program partii narusza konstytucję kraju, ale wniosek ten został oddalony.
- W wyborach do Rady Najwyższej w 2007 roku partia po raz kolejny startowała samodzielnie. Otrzymała 178 660 głosów (0,76%, 8 miejsce). Największe poparcie zebrała w zachodnich obwodach Ukrainy, w Kijowie oraz w obwodach zagranicznych.
- W wyborach do rady miejskiej Kijowa w 2008 roku partia otrzymała 2,08% głosów (9 miejsce). Równocześnie jej lider kandydował w wyborach na mera Kijowa – otrzymując 1,37% głosów, zajął 8 miejsce spośród 70 kandydatów.
- W 2009 roku partia odniosła sukces w wyborach w obwodzie tarnopolskim zdobywając 34,69% poparcia, odpowiednio 154 325 głosów wyborców[10].
- W 2010 roku lider „Swobody” Ołeh Tiahnybok uzyskał 352 282 głosów i z 1,43% poparciem nie wszedł do drugiej tury wyborów prezydenckich.
- 31 października 2010 roku w wyborach samorządowych partia Ogólnoukraińskie Zjednoczenie „Swoboda” zwyciężyła na Ukrainie zachodniej.
- W wyborach parlamentarnych w 2012 roku partia uzyskała 10,44% poparcia (2  129  906 głosów)[11].

Po protestach Euromajdanu  (XI 2013 – II 2014) i odsunięciu od władzy Wiktora Janukowycza i Partii Regionów (II 2014) nastąpił spadek popularności partii „Swoboda”.  Jej przewodniczący Ołeh Tiahnybok w przedterminowych wyborach prezydenckich 25 maja 2014 otrzymał poparcie  1,16% ogółu wyborców (210 476 głosów).  W przedterminowych wyborach do Rady Najwyższej 26 października 2014 „Swoboda” uzyskała z kolei siódme miejsce według liczby oddanych głosów (742 022 głosów– 4,71%) i nie pokonawszy  progu 5% nie weszła do parlamentu. W Radzie Najwyższej 2014  partię „Swoboda” reprezentuje 6 deputowanych wybranych w okręgach jednomandatowych  (po jednym okręgu jednomandatowym w obwodach: połtawskim, rówieńskim, tarnopolskim i kijowskim i w dwóch okręgach jednomandatowych w  Kijowie).

### Wyniki „Swobody” w wyborach
|      |  |      |  |
| 2006 |  | 2007 |  |

|                  |  |                           |  |
| 2010 (Tiahnybok) |  | 2010 (Wybory samorządowe) |  |

|      |  |  |  |
| 2012 |  |  |  |

|                  |  |      |  |
| 2014 (Tiahnybok) |  | 2014 |  |

## Inne formy działalności
Corocznie w prawosławne święto Opieki Matki Bożej (Pokrowa) 14 października partia organizuje pikiety, w których domaga się uznania praw weteranów Ukaińskiej Powstańczej Armii, które przeradzają się w starcia ze zwolennikami partii komunistycznych. Innym przejawem działalności partii są akcje promujące język ukraiński. Jedna z nich prowadzona była pod hasłem walki z niecenzuralnymi słowami (ukr. maciukami): Maciuki zamieniają cię w Moskala! Pikanterii sprawie dodał fakt, że na plakacie promującym akcję zamieszczono zdjęcie nie Ukraińca, a Polaka, a samo zdjęcie było pracą polskiego fotografa pod nazwą Wieczny optymista.
W 2005 roku 17 członków partii napisało list do liderów politycznych Ukrainy, m.in. do byłego prezydenta Ukrainy Wiktora Juszczenki, w którym żądali, aby zapobiec „kryminalnym czynom zorganizowanego żydostwa” (ukr. jewrejstwa). W 2012 roku amerykańskie Centrum Szymona Wiesenthala ulokowało partię „Swoboda” wraz z imiennie wymienionym jej liderem Tiahnybokiem oraz deputowanym tej partii Mirosznyczenko na liście „top 10” organizacji lub osób używających retoryki antysemickiej.
W 2009 roku aktywiści partii usiłowali zakłócić uroczystości rocznicowe upamiętniające zbrodnię w Hucie Pieniackiej. Również w 2010 roku nacjonaliści ze Swobody usiłowali przeszkodzić rocznicowym obchodom mordu w Hucie Pieniackiej blokując dojście do pomnika zamordowanych. 1 kwietnia 2010 roku grupa młodzieży ze „Swobody”, wznosząc antypolskie i antysemickie hasła, przerwała obrady konferencji, na której zapowiadano złożenie wniosku o unieważnienie dekretu o przyznaniu tytułu Bohatera Ukrainy dla Stepana Bandery.
Partia podjęła wsparcie klubu hokejowego Winnyćki Hajdamaky z siedzibą w Winnicy; członek partii Anton Bojdaczenko został prezesem klubu, a Ołeh Tiahnybok członkiem honorowym klubu.
1 stycznia 2014 roku partia „Swoboda” w centrum Kijowa i w paru innych miastach zorganizowała marsze pamięci z pochodniami w 105 rocznicę urodzin Stepana Bandery, w którym uczestniczyli również członkowie Prawego Sektoru i partii UDAR Witalija Kłyczki. Manifestacja zgromadziła kilka tysięcy osób posługujących się flagami uczestniczących w niej partii i flagami Ukraińskiej Armii Powstańczej.

## Współpraca międzynarodowa
Na forum europejskim partia współpracuje z nacjonalistycznymi, skrajnie prawicowymi organizacjami, w tym Wolnościową Partią Austrii, francuskim Frontem Narodowym oraz Narodowym Odrodzeniem Polski.